# Arisaema smitinandii
Arisaema smitinandii là một loài thực vật có hoa trong họ Ráy (Araceae). Loài này được S.Y.Hu mô tả khoa học đầu tiên năm 1968.